# Pyhäjärvi (Saimaa)
Pyhäjärvi (russisch Пюхяярви, deutsch „Heiliger See“) ist ein 248 km² großer See an der russisch-finnischen Grenze.
207 km² der Seefläche liegen in Finnland – in den Landschaften Nord- und Südkarelien in Finnland.
Lediglich der südöstliche Teil (41 km²) des Sees liegt in der Republik Karelien in Russland.
Der See liegt innerhalb der Gemeindegrenzen von Kitee und Parikkala in Finnland.
Der See wird bei Puhos über den Puhoksenkoski zum Orivesi entwässert und ist somit im Einzugsgebiet des Saimaa-Seensystems.
Pohjois-Karjalan Sähkön betreibt bei Puhos seit 1961 ein Wasserkraftwerk mit 0,8 MW installierter Leistung, welches die Höhendifferenz zwischen den beiden Gewässern von 3,7 m ausnutzt.